# Циліндр ван Троффа
Циліндр ван Троффа — роман, соціологічна фантастика, написана Янушем Анджеєм Зайделем. Вперше випущений видавництвом "Czytelnik" в 1980 році в серії "З космонавтами". 
Книга схожа на „Машину часу“ Герберта Веллса і «Повернення з зірок» Станіслава Лема, піднімає такі питання як довгостроковий розвиток суспільства, перенаселення, євгеніка, парадокс близнюків та ізольованих громад. Книга також містить романтичні теми.
У 1980 році автор отримав нагороду міністра культури та мистецтва.

## Опис сюжету
Роман починається, з моменту коли група космонавтів повертається з довгої подорожі з більш ніж 100 роками затримки. Перед посадкою на Землю космонавти контактують з підземною людською колонією на Місяці. Після посадки вони частково втрачають деякі здібності і поступово виявляють, що в колонії існує тоталітарний режим. Популяція суворо визначена, тому концепція дитини вимагає дозволу, а люди в віці 60 років піддаються евтаназії, яка називається "виходом на пенсію". Повстанців карають, відправляючи на Землю, про яку відомо лише, що там існують погані умови для людей.
За допомогою колег, головн герой роману готує план втечі на Землю і вдає свою смертю, викрадаючи корабель. З рідної планети він хоче врятувати своїх колег. Герой також має намір знайти свою кохану, чекаючи його в титульному циліндрі, побудованому проф. Ван Троффом. Циліндр - це маленька камера, яка викривляє простір-час, що викликає уповільнення часу всередині. У результаті один рік назовні займає всього п'ять секунд у циліндрі. Цей ефект досягається шляхом "фокусування" гравітаційного поля Землі. Кохана героя мала чекати його в циліндрі, щоб не старіти і не дозволяти любові стати жертвою парадоксу близнюків. 
Після прибуття на Землю герой дізнається, що вся рослинність зникла. Уся Земля покрита так званою Плитою Гріля - це величезна система сонячних елементів, що виробляють електроенергію та харчування (за допомогою фотосинтезу). Герой також добираєтся до міста, опис якого нагадує Варшаву. Життя в місті повністю автоматизоване, а її мешканці - це агресивні дегенерати, які не повинні працювати, тому що їжу та одяг дають їм роботи. Місто має кілька історичних рівнів, оскільки воно булу побудовано в декілька рівнів на горі. У результаті, бажаний циліндр знаходиться на найнижчому рівні, і герой повинен знайти спосіб досягти його.
Подорожуючи по місту, він зустрічає його мешканців. Центр живе в так званих гниплах,яку населяє агресивна молодь. На околицях мешкають люди при смерті, або старі. Гнип переслідує людей похилого віку, тому що вони звинувачують їх у сучасному стані, в якому людство опинилося. Третя група - доценти - вчені, які сховалися в підземному бункері і періодично сплять, щоб спостерігати розвиток людства у більш широкій перспективі. Від вчених герой дізнається, як людство деградує.
В 21 столітті було визнано, що людство перебуває під загрозою перенаселення. Для цього розпилюють хімічні речовини, які викликають безпліддя. Тільки 10 відсоткам було дозволено розмножатися, люди які мали найвищий рівень інтелекту та найкращі гени. Однак виявилося, що хімікати не впливають на деяку частину людства, обтяжених генетичними мутаціями, схильністю до агресії та ідіотизму. У наступних поколіннях обидві групи виросли, щоб сформувати роздільне суспільство, тоді як середьностатистичне людство вимерло. Через соціальний контраст, ця епоха називалася поділом.
Побоюючись, що людям загрожує вимирання, деякі люди з найкращим генетичним матеріалом були відправлені на Місяць, де вони чекають руйнування життя на Землі. У той же час на Землі розпилюєтся ще один хімікат , що викликає народження хлопчиків. Цей метод намагався призвести до вимирання людей у кілька поколінь. На жаль, в умовах життя в тунелях і при зниженій гравітації переселенці на Місяці зазнали дегенерації, що в умовах земної тяжкості робить неможливим навіть рух. 
Отже, обрані сховалися в ковчезі, відправляючи повені на інших. Звичайно, цей потоп не мав особливостей насильницького катаклізму. Ніхто не був позбавлений права на життя - навпаки: ефективні автоматичні пристрої доставки продуктів залишаються на багато років. -
Історія одного з доцентів про історію Землі
Розуміючи, що людство рухається до вимирання, головний герой намагається знайти свою кохану. Він досягає циліндра Ван Трофа, але той опиняєтся порожнім. Поблизу, він знаходить молоду жінку, яка обманливо схожа на його кохання. Пізніше, однак, він дізнається, що це "клон" (Зайдель ще не використовує цього слова), кохана, яка залишила циліндр, тому що вона не знала, чому повернення героя було затримане. Жінка знайшла одного з доцентів, які клонували її, продали клони гинппло, позбавивши доступ до достатньої кількості жінок. Виявивши, що він ніколи не знайде свою кохану, герой закривається в циліндрі. Він хоче опинитись в майбутньому, щоб технологія перетворила час у циліндр і перемістила його до моменту, коли він пішов у космос. Через тисячу років люди, які вижили в одній з віддалених колоній на відгалуженій планеті, приходять на занедбану Землю. У процесі археологічної роботи вони відкривають правду про знищення своїх предків і про циліндр із щоденника героя. Вони розуміють, що він може ще жити і називати його "Безсмертним". 

## Польські випуски
- Курьер Щецинський, номери 209-291/1978
- Czytelnik, Варшава 1980, ISBN 83-07-00111-0
- KAW, Катовіце 1990, ISBN 83-03-02936-3
- Prószyński i S-ka, Варшава 2000, ISBN 83-7255-678-4
- SuperNowa, 2008, ISBN 978-83-7578-003-1
- Aleksandria, 2010, аудіо книга, ISBN 978-83-603-1338-1
- BookRage 2013, e-book, ISBN 978-83-644-1621-7

## Зарубіжні видання
- болгарська
  - Цилиндърът на ван Троф, переклад. Ліна Васілева, Георгій Бакалов, Варна 1983, (Galaktika)

- чеська
  - Vynález profesora van Troffa, переклад. Хелена Стахова, Млада Фронта, Прага 1983